# Oprah's Next Chapter
Oprah's Next Chapter é um programa de televisão norte-americano apresentado e produzido por Oprah Winfrey, e transmitido no canal OWN: Oprah Winfrey Network. A série começou a 1 de Janeiro de 2012 com um episódio de duas partes com o vocalista da banda Aerosmith, Steven Tyler. Uma conversa exclusiva com a família de Whitney Houston, incluindo a sua filha Bobbi Kristina, foi vista por 3.5 milhões de telespectadores em 11 de Março de 2012, sendo o episódio mais visto do programa. O primeiro episódio da segunda temporada com uma entrevista com cantora Rihanna, em seu país natal Barbados, registou 2.5 milhões de espectadores, sendo o segundo mais visto de todos.
Oprah entrevistou o ator Neil Patrick Harris de How I Met Your Mother, onde conheceu o futuro marido do ator e seus gêmeos fraternos. Durante a primeira temporada ela foi ao Brasil para conhecer um curandeiro da fé e "cirurgião psíquico".
Alguns dos programas foram gravado na própria mansão da apresentadora em Montecito, Califórnia.